# Franco Vona
Franco Vona, nacido el 20 de agosto de 1964 en Frosinone, en la región de Lacio es un exciclista italiano. Fue profesional de 1987 a 1996.

## Biografía
En el Tour de Francia 1992, terminó segundo en dos etapas de montaña consecutivas. Fue derrotado por su compatriota Claudio Chiappucci en la llegada a Sestrières al término de la decimotercera etapa y, al día siguiente, en Alpe d'Huez, fue superado por Andrew Hampsten en la decimocuarta etapa.

## Palmarés
1988
- 1 etapa del Giro de Italia

1989
- 1 etapa de la Vuelta a Venezuela

1991
- 1 etapa de la Vuelta a Suiza

1992
- 2 etapas del Giro de Italia

## Resultados en las grandes vueltas
| Carrera         | 1987 | 1988 | 1989 | 1990 | 1991 | 1992 | 1993 | 1994 | 1995 | 1996  |
| --------------- | ---- | ---- | ---- | ---- | ---- | ---- | ---- | ---- | ---- | ----- |
| Giro de Italia  | 32.º | 15.º | 17.º | 31.º | 18.º | 6.º  | 57.º | 23.º | 54.º | 43.º  |
| Tour de Francia | -    | -    | Ab.  | -    | -    | 11.º | 21.º | 37.º | 48.º | -     |
| Vuelta a España | -    | -    | -    | Ab.  | -    | -    | -    | -    | -    | 104.º |